# Sartreweg
De Sartreweg is een weg in het oosten van de stad Utrecht. 

## Geschiedenis
De "vierde poot" van rotonde De Berekuil werd aangelegd in de jaren zestig van de twintigste eeuw. Hierdoor kreeg de rotonde een aansluiting op de Eykmanlaan.
Vanaf 1970 tot en met 2011 lag de veemarkt van Utrecht aan de Sartreweg 1, waarna deze is gesloopt en vervangen door de woonwijk Veemarkt.

## Ligging
De straat begint vanaf De Berekuil, waar ze tussen de Zeeheldenbuurt en park de Voorveldse Polder in ligt. Hier fungeert de straat als hoofdweg en verbindt zij de Waterlinieweg, Biltstraat en de Biltsestraatweg (N237) in het zuiden met de Biltse Rading en de Kardinaal de Jongweg in het noorden. Na de kruising met de Biltse Rading en de Kardinaal de Jongweg, via het Kardinaal Alfrinkplein, gaat de straat verder als lokale weg langs weerszijden van het water. Uiteindelijk eindigt zij bij de Aartsbisschop Romerostraat, in de wijk Voordorp. 

## Gebouwen
- Aan de Sartreweg 11 ligt de Brandweerkazerne Voordorp.